# Prosto z piekła
Prosto z piekła (ang. From Hell) – angielska powieść graficzna, stworzona przez Alana Moore'a (scenariusz) i Eddiego Campbella (rysunki), rozwijająca jedną z teorii na temat tożsamości Kuby Rozpruwacza i motywów dokonanych przez niego zabójstw w Londynie w 1888. 

## Publikacja
Pierwotnie Prosto z piekła ukazało się w 10 tomach w latach 1991–1996, które zebrano w jedno, blisko 600-stronicowe wydanie opublikowane w 1999 nakładem Top Shelf Productions. W tej formie ukazał się w 2008 polski przekład nakładem wydawnictwa Timof i cisi wspólnicy.

## Znaczenie tytułu
Tytuł nawiązuje do pierwszych słów z listu, który uważany jest przez niektórych za autentyczną wiadomość wysłaną policji przez zabójcę. Prosto z piekła jest wielowątkową próbą rekonstrukcji zdarzeń z tamtego okresu. 

## Nagrody
Prosto z piekła otrzymało wiele nagród, m.in. nagrodę krytyków na Międzynarodowym Festiwalu Komiksu w Angoulême w 2001. 

## Adaptacja filmowa
Powstała adaptacja filmowa pt. Z piekła rodem.